# Revilla de Campos
Revilla de Campos es una localidad española del municipio de Villamartín de Campos, en la provincia de Palencia, en la comunidad autónoma de Castilla y León.

## Toponimia
El poblado de Revilla de Campos era citado en el siglo X como Ripiella, diminutivo de "ripa" (locución latina correspondiente a riba o ribera en castellano). El anexo “de Campos” (referente a su ubicación en la Tierra de Campos) fue añadido en el siglo XIV. En el Libro Becerro de las Behetrías (c. 1352), se le llama también "Rebiella cerca de Sant'Ovena", referencia al cercano monasterio benedictino de Santovenia desaparecido en el siglo XVII.

## Geografía
Se encuentra a 19 km al O de Palencia, la capital provincial, y a 4,5 km de Villamartín de Campos, donde se encuentra el ayuntamiento al que pertenece.
Confina al N con Palencia, al E con Villamartín de Campos, al SE con Autilla del Pino, al SO con Pedraza de Campos y al O con Baquerín de Campos.

## Historia
La primera mención al señorío de Revilla de Campos corresponde al Libro Becerro (c. 1352) en el cual la villa aparece como señorío solariego de Alfonso Martín y el palentino Diego del Corral. En 1407, el rey Juan II de Castilla ratificó una exención a favor de los vecinos de Revilla, nombrándose ya a Fernán Gutiérrez de Villegas como señor de Revilla de Campos. En 1417 la villa fue vendida por el clérigo Juan Gutiérrez a Juan de Velasco y Sarmiento, IV señor de Medina de Pomar. Se mantuvo en el patrimonio principal de la Casa de Velasco hasta la formación del mayorazgo de Castrillo-Tejeriego, otorgado a Bernardino de Velasco y Enríquez, hijo natural legitimado del I duque de Frías. En 1559, su hijo, Juan de Velasco, señor de Castrillo-Tejeriego y Revilla de Campos, gentilhombre del príncipe Carlos, vendió Revilla a Pedro de la Gasca, obispo de Palencia. El obispo traspasó el señorío a su hermano Diego García de la Gasca, oidor del Consejo Real y la Audiencia de Valladolid. Hasta el menos 1580, los Velasco continuaron manteniendo algunos intereses en la localidad. En 1693, el señorío de Revilla fue elevado a marquesado, siendo su titular Diego de la Gasca, V señor de Revilla y alférez mayor de Valladolid. El marquesado y señorío sobre la villa pasó luego a una rama de los Tovar, y por medio de ellos a la casa de los Carvajal, duques de Abrantes. De gran importancia fue el palacio de los marqueses de Revilla en Valladolid, sirviendo de hospedaje en 1801 para los reyes de Etruria, los infantes Luis y María Luisa, y desde 1849 como palacio episcopal.
Revilla de Campos fue municipio independiente hasta 1974. En aquel año se anexionó al municipio de Villamartín de Campos.

## Demografía
| Gráfica de evolución demográfica de Revilla de Campos entre 1842 y 1970 |
| |
| Población de derecho según los censos de población del INE Población de hecho según los censos de población del INEEntre el censo de 1981 y el anterior, este municipio desaparece porque se integra en el municipio 34220 (Villamartín de Campos) |

Evolución de la población en el siglo XXI
| Gráfica de evolución demográfica de Revilla de Campos entre 2000 y 2020 |
|                                                                         |
| Población de derecho (2000-2020) según el padrón municipal del INE      |

## Patrimonio
- Iglesia de San Vicente: Templo de tres naves, la cabecera está datada en el siglo XVI, siendo el resto del edificio del XVIII. En la nave del evangelio, un retablo neoclásico y otro rococó. Capilla funeraria de Vicente Trigueros, retablo rococó y diversos retratos: de Juan de Sahagún, Vicente Diez, canónigo de Calahorra, y Vicente Trigueros. El retablo del presbiterio es del tercer cuarto del siglo del siglo XVI con diversos relieves en el banco y segundo cuerpo. Calvario en el ático. En la nave de la epístola, dos retablos: uno neoclásico de finales del XVIII y otro barroco con escultura de San Sebastián de hacia 1500 de un seguidor de Alejo de Vahía.

## Referencia
1. 1 2  «Yañez Neira, María Damián. "Historia del Real Monasterio de San Isidro de Dueñas". Instituto Tello Téllez de Meneses. Palencia.».
2. 1 2  «Pedro I de Castilla. "Becerro: Libro Famoso de las Behetrías de Castilla.". Manuscrito del siglo XIV. Edición 2021.». www.google.es. Consultado el 3 de agosto de 2025.
3. ↑  «FRIAS,C.433,D.52 - Carta de privilegio y confirmación de Juan II, rey de Castilla, por la que ratifica la exención hecha a Fernán Gutiérrez de Villegas, señor de Revilla de Campos (Palencia)». PARES. Consultado el 20 de septiembre de 2023.
4. ↑  «FRIAS,C.433,D.53 - Escritura de compraventa de un linar en el término de municipal de Revilla de Campos (Palencia) otorgada por Juan Gutiérrez, clérigo, a favor de Juan Fernández de Velasco, [IV señor de Medina de Pomar]». PARES. Consultado el 20 de septiembre de 2023.
5. ↑  «Juan de Velasco | Real Academia de la Historia». dbe.rah.es. Consultado el 20 de septiembre de 2023.
6. ↑  Moreno Ollero, Antonio (1990). «Los dominios señoriales de los Velasco en tierras de Palencia en la Baja Edad Media». Actas del II Congreso de Historia de Palencia: 27, 28 y 29 de abril de 1989,  Vol. 2, 1990 (Fuentes documentales y Edad Media), ISBN 84-86844-27-4, págs. 529-542 (Diputación Provincial de Palencia): 529-542. ISBN 978-84-86844-25-7. Consultado el 20 de septiembre de 2023.
7. ↑  «La Dama de Saldañuela».
8. ↑  «de la Fuente Sancho, Alfonso. "Historia de Castrillo Tejeriego". 2017.».
9. ↑  «REGISTRO DE EJECUTORIAS,CAJA 1157,37 - Ejecutoria del pleito litigado por el doctor Diego Garcia de Lagasca, del consejo real, y Juan de Velasco, señor de Castrillo Tejeriego (Valladolid), por si y como padre y legítimo administrador de Bernardino de Velasco, con Pedro Suárez de Figueroa y Velasco, dean de la cateral de Burgos, sobre pertenencia a los bienes de mayorazgo y vínculo de Juan de Velasco las villas de Revilla de Campos (Palencia) y Villabáñez (Valladolid)». PARES. Consultado el 20 de septiembre de 2023.
10. ↑  «"Diego García de la Gasca". Diccionario Biográfico de la Real Academia de la Historia.».
11. ↑  «SALA DE HIJOSDALGO,CAJA 612,19 - Pleito de Diego de Velasco, vecino de Palencia y Revilla de Campos (Palencia)». PARES. Consultado el 20 de septiembre de 2023.
12. ↑  Historia, Real Academia de la (2006). «Biblioteca Digital de la Real Academia de la Historia». bibliotecadigital.rah.es. Consultado el 20 de septiembre de 2023.
13. ↑  Alonso, Javier Baladrón (10 de noviembre de 2014). «Arte en Valladolid: MONUMENTOS DESAPARECIDOS: LA CASA DEL MARQUÉS DE REVILLA». Arte en Valladolid. Consultado el 20 de septiembre de 2023.
14. ↑  «Decreto 646/1974, de 21 de febrero, por el que se aprueba la incorporación del Municipio de Revilla de Campos al de Villamartín de Campos (Palencia).».
15. ↑  Instituto Nacional de Estadística (España). «Alteraciones de los municipios en los Censos de Población desde 1842». Consultado el 25 de marzo de 2024.
16. ↑  Secretaría General Técnica, Ministerio de Administraciones Públicas (2008). Variaciones de los Municipios de España desde 1842 (1.ª edición). Madrid: Gobierno de España. Consultado el 25 de marzo de 2024.
17. ↑  Nomenclátor: Población del Padrón Continuo por Unidad Poblacional a 1 de enero.

- Datos: Q6106948